# Chlamylla
Genre
Chlamylla est un genre de nudibranches de la famille des Flabellinidae. Le genre est décrit par Rudolph Bergh en 1886.

## Liste d'espèces
Selon World Register of Marine Species (14 mars 2016) :
- Chlamylla atypica Bergh, 1899
- Chlamylla borealis Bergh, 1886